# Caatinganthus
Caatinganthus là một chi thực vật có hoa trong họ Cúc (Asteraceae).

## Loài
Chi Caatinganthus gồm các loài: